# Agression sexuelle collective en droit canadien
Pour des articles plus généraux, voir Viol collectif et Agression sexuelle en droit canadien.
En droit pénal canadien, une agression sexuelle collective est  une agression sexuelle commise avec une autre personne au moins. Elle n'entre pas dans l'infraction d'agression sexuelle simple (art. 271 C.cr.) mais est plutôt une infraction aggravée à l'article 272 d) C.cr.
Il n'existe pas d'infraction de viol mais les situations factuelles de viol entrent dans les infractions d'agression sexuelle.

## Libellé de l'infraction
ː 

« 272 (1) Commet une infraction quiconque, en commettant une agression sexuelle, selon le cas :
a) porte, utilise ou menace d’utiliser une arme ou une imitation d’arme;
b) menace d’infliger des lésions corporelles à une autre personne que le plaignant;
c) inflige des lésions corporelles au plaignant;
c.1) étouffe, suffoque ou étrangle le plaignant;
d) participe à l’infraction avec une autre personne. »

## Peine
Dans un cas ordinaire d'agression sexuelle collective où il n'y a ni usage d'arme à feu ni victime âgée de moins de 16 ans, la peine maximale est de 14 ans (art. 272 (2) b) C.cr.) Comme la peine maximale est de 14 ans dans ce cas, il y a un droit à l'enquête préliminaire. (art. 536 C.cr.) 

## Participants à une infraction
Le régime des participants à une infraction des articles 21 et suivants du Code criminel permet de réprimer efficacement le phénomène du viol collectif car ces règles prévoient que « (1) participent à une infraction : a) quiconque la commet réellement; b) quiconque accomplit ou omet d’accomplir quelque chose en vue d’aider quelqu’un à la commettre; c) quiconque encourage quelqu’un à la commettre ». Les prévenus peuvent subir leur procès seul ou ensemble en vertu du régime des coaccusés de la Loi sur la preuve au Canada. 

## Jurisprudence de la Cour suprême
Par ailleurs, la jurisprudence de la Cour suprême du Canada en matière de participants à une infraction traite directement d'affaires de viols collectifs. Dans l'arrêt Dunlop et Sylvester c. La Reine, concernant le viol collectif allégué d'une adolescente par des membres d'un club de motards, la Cour a jugé que la simple présence de l'accusé sur les lieux d'un acte criminel n'est pas suffisante pour condamner la personne pour avoir aidé et encouragé un acte criminel. Dans l'arrêt R. c. Briscoe, concernant la participation de trois adolescents et deux adultes à l’enlèvement, au viol et au meurtre brutal d'une jeune fille, la Cour suprême a précisé l’exigence de la mens rea  dans l'expression « en vue de » à l’al. 21(1)b) du Code criminel.

## Notions de consentement sexuel applicables à l'agression sexuelle en général
Plusieurs dispositions du Code criminel canadien traitent de la notion de consentement (art. 150.1(1), 153.1(2), 265(3), 273.1 et 273.2).

« En somme :
- Le consentement consiste en l'accord volontaire de la personne à l'activité sexuelle.
- Le simple fait de ne rien dire n'équivaut pas à un consentement ; le consentement sexuel doit être exprimé d'une façon ou d'une autre.
- Le consentement peut se manifester par des paroles ou des gestes et doit être donné librement. L'absence de résistance n'équivaut pas à un consentement.
- Une personne ne peut donner son consentement si elle est incapable de le formuler (incapacité physique ou intellectuelle, intoxication) ou si l’une des personnes est en position d’autorité, a recours à des menaces, à la force ou à une fraude pour l’obtenir.
- Le consentement n’est pas valable s’il est donné par une personne âgée de moins de 16 ans ou en situation de dépendance.
- Une personne qui aurait donné son consentement à l’activité sexuelle, mais qui change d’idée, peut le retirer si elle le manifeste par des gestes ou des paroles.
- Le simple fait pour l'accusé d'affirmer qu’il croyait que la personne avait donné son consentement ne constitue pas une preuve suffisante pour soulever la défense de croyance au consentement. »